# NGC 7672
NGC 7672 في الفهرس العام الجديد، هي مجرة، تقع في كوكبة الفرس الأعظم. اكتشفت في 23 أكتوبر 1857 بواسطة ويليام بارسونز.

## روابط خارجية
- NGC 7672 على موقع ويكي سكاي: DSS2, SDSS, GALEX, IRAS, Hydrogen α, X-Ray, Astrophoto, Sky Map, Articles and images